# Baby, it's you/My lovely ghost
「Baby, it's you/My lovely ghost」は、YUKIの楽曲。彼女の34枚目（通算では37作目）の両A面シングルとして2021年3月24日にエピックレコードジャパンからリリースされた。

## 解説
両曲ともYouTubeにてミュージックビデオが配信されている。
初回限定仕様として、紙ジャケット仕様のCDが発売された。また『YUKI concert tour “Terminal G” 2021』のチケット先行抽選受付シリアルナンバーが封入されている。

## 収録曲
1. Baby, it’s you
  - 作詞：YUKI / 作曲：T-SK・Andrew Choi・Tesung Kim
2. My lovely ghost
  - 作詞：YUKI / 作曲：小木岳司・米澤森人・KISIMEN

先着購入特典
　オリジナルステッカー